# Krokodil-Ausstellung

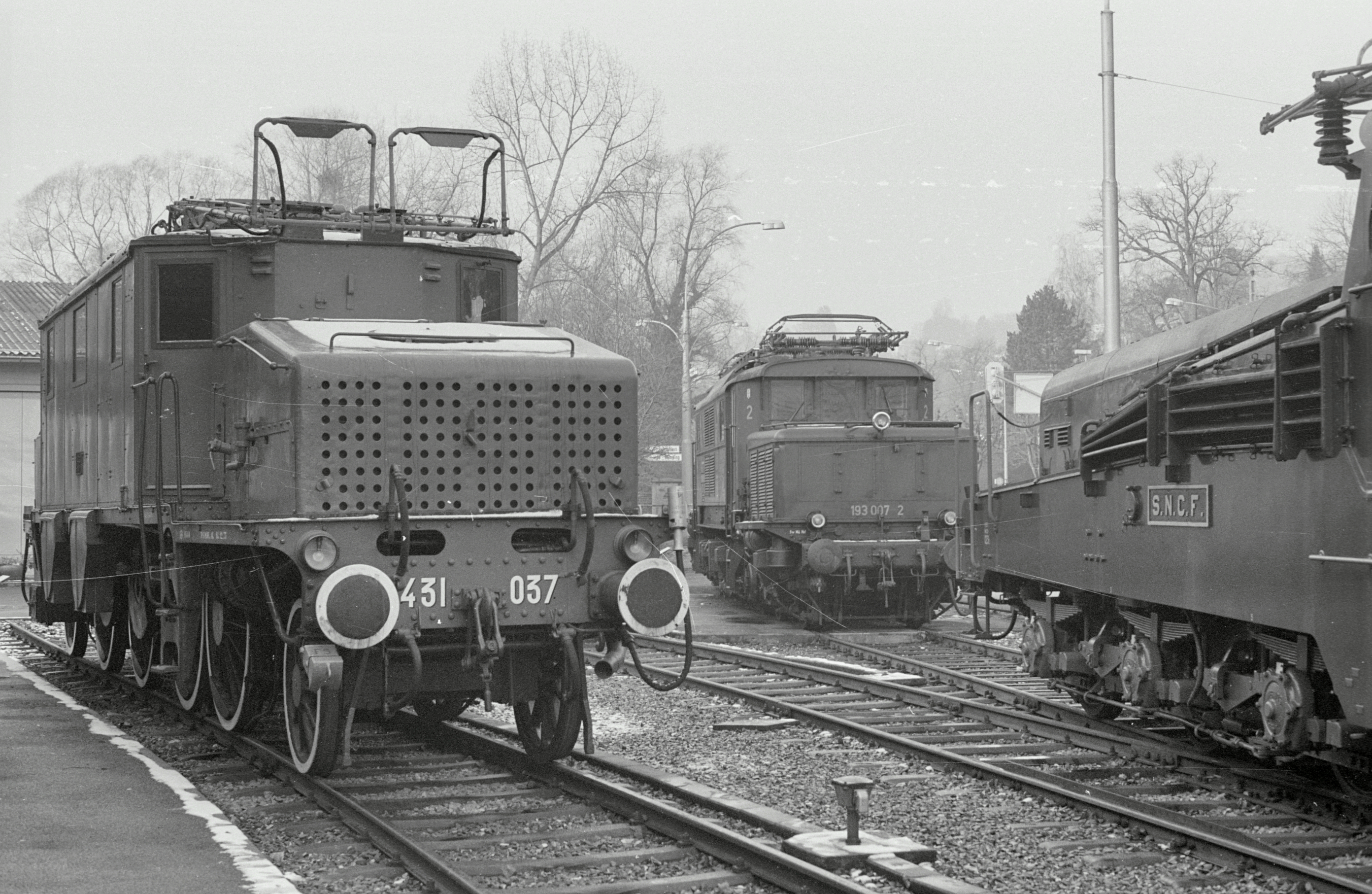
FS E.431, DB 193 und SNCF CC 14002 im Aussengelände des Verkehrshauses

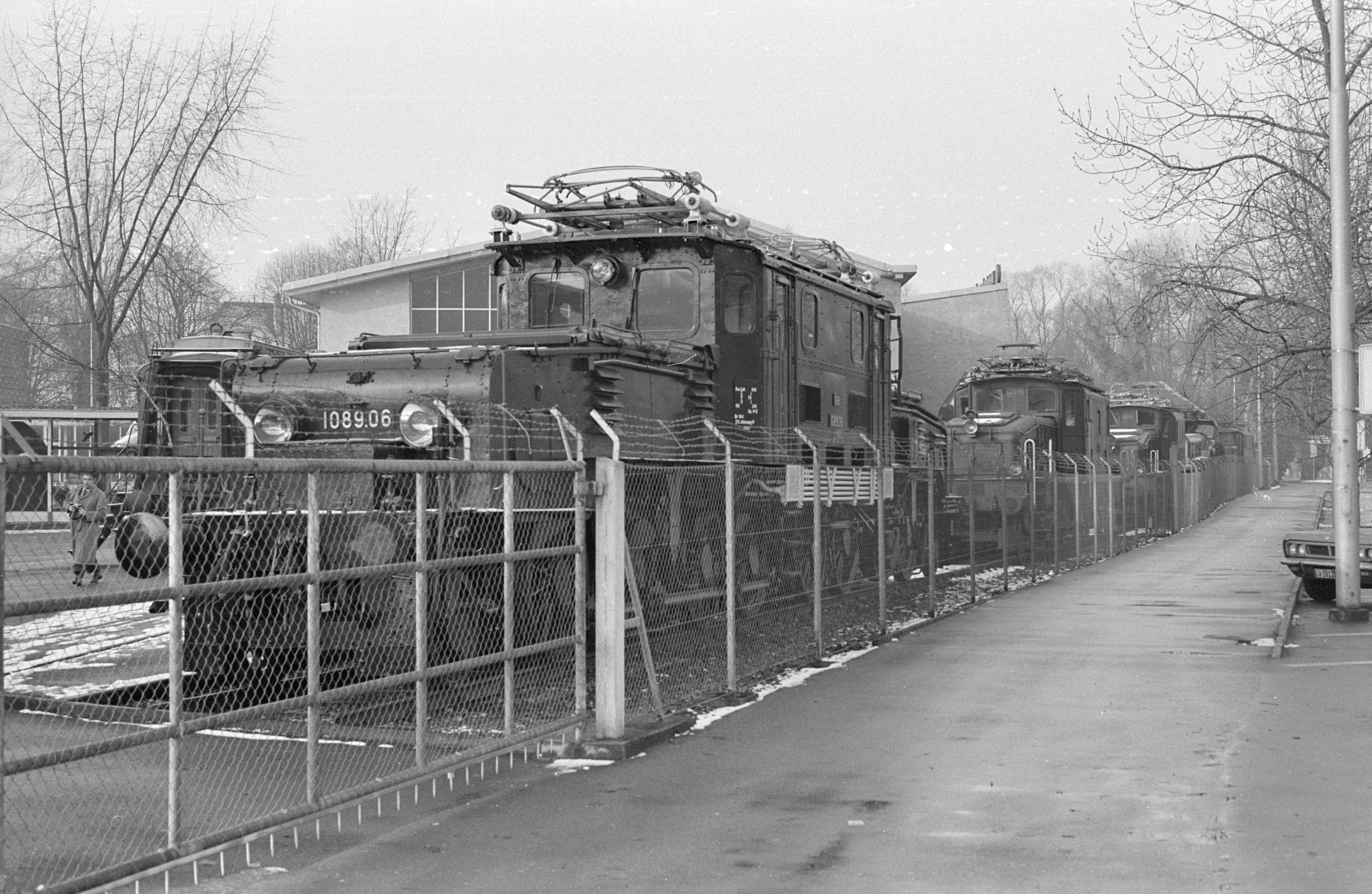
Entlang des Aussenzauns aufgestellte Krokodil-Lokomotiven, zuvorderst die ÖBB 1089.06

Die Krokodil-Ausstellung war eine internationale Sonderausstellung im Verkehrshaus der Schweiz in Luzern, die am 24. November 1978 eröffnet wurde und bis Ende 1979 dauerte. An der Ausstellung wurden sieben Elektrolokomotiven aus fünf Ländern präsentiert, die zu den sogenannten Krokodilen gehörten. Besondere Attraktionen waren die französische CC 14000 und die italienische E.431.
| Nr. | Land        | Bahngesellschaft              | Baureihe, Nummer | Baujahr | Heimatdepot  | Bild | Verbleib                |
| --- | ----------- | ----------------------------- | ---------------- | ------- | ------------ | ---- | ----------------------- |
| 01  | Frankreich  | SNCF                          | CC 14002         | 1955    | Lens         |      | abgebrochen             |
| 02  | Deutschland | Deutsche Bundesbahn           | 193 007          | 1937    | Kornwestheim |      | DB Museum Koblenz       |
| 03  | Schweiz     | Rhätische Bahn                | Ge 4/4 182       | 1926    | Poschiavo    |      | Club 1889               |
| 04  | Schweiz     | Schweizerische Bundesbahnen   | Ce 6/8III 14305  | 1926    |              |      | SBB Historic            |
| 05  | Italien     | Ferrovie dello Stato Italiane | E 431 037        | 1924    |              |      | Technik-Museum Speyer   |
| 06  | Österreich  | Österreichische Bundesbahnen  | 1089.06          | 1923    |              |      | Technik-Museum Sinsheim |
| 07  | Schweiz     | Schweizerische Bundesbahnen   | Ce 6/8II 14270   | 1921    |              |      | Denkmal in Oerlikon     |